# Черепановы

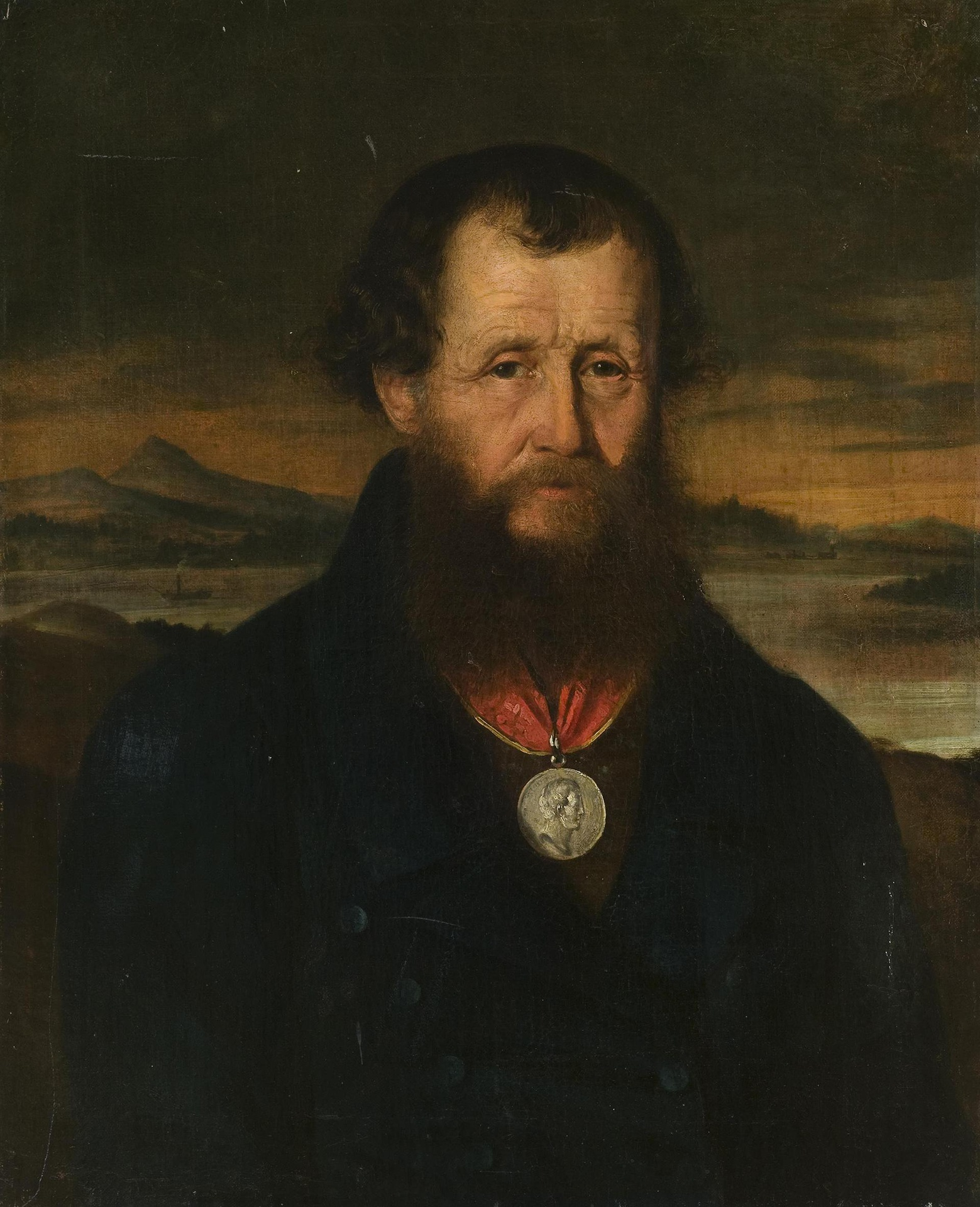
Ефим Алексеевич Черепанов (1774—1842)

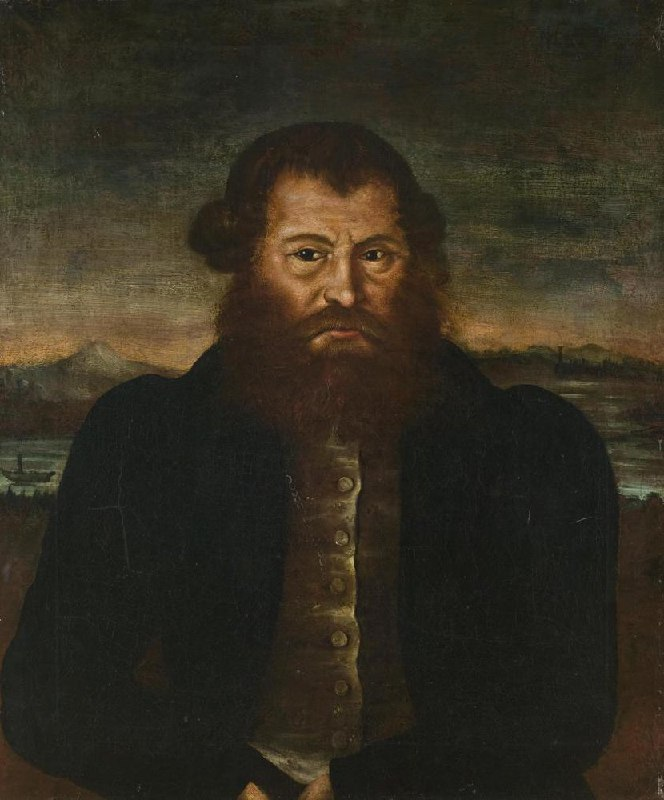
Мирон Ефимович Черепанов (1803—1849)

Ефи́м Алексе́евич и Миро́н Ефи́мович Черепа́новы (отец Ефим (1774—1842) и сын Мирон (1803—1849), иногда ошибочно упоминаемые как «братья Черепановы») — русские промышленные инженеры-изобретатели. Известны тем, что построили первый паровоз и железную дорогу в России. Были родом из крепостных рабочих Демидовых — знаменитой династии владельцев уральских заводов.

## История
Черепановы происходили из крепостных крестьян, приписанных к Выйскому заводу Демидовых. Ещё молодым человеком Ефим в 1790-х годах был принят на работу на должность «мехового мастера» (специалист по воздухозаборным устройствам, которые играли важную роль в ранней металлургии). В 1801 году Ефим женился, через два года у него родился сын Мирон. В 1807 году Ефим стал «плотинным мастером» Выйского завода (специалист по гидротехническим сооружениям и водяным двигателям). В 1798—1801 годах Ефим Черепанов в составе группы тагильских мастеров был командирован на новый Линдоловский завод в Выборге. В 1812 году на Нижне-Туринском заводе Ефим Алексеевич построил листокатальные станы, в 1815 году на Меднорудянском руднике — металлическую водоподъёмную машину на конной тяге.
В 1815 году Мирон в возрасте 10 лет «по причине высокой грамотности» был принят на работу писцом в контору Выйского завода. В 1819—1820 годы Черепановы организовали Выйское механическое заведение, оснащённое токарными, слесарными, сверлильными, винторезными и универсальными станками, где разрабатывали и создавали различные механизмы.
С 1822 года вплоть до своей смерти в 1842 году Ефим был главным механиком всех заводов в Нижнем Тагиле. Сын Мирон был его учеником и в 1819 году был назначен его заместителем по строительной части, в 1825 году — плотинным мастером, в конечном счёте заменив отца после его смерти. Сын пережил отца всего на 7 лет и умер в 1849 году.
Черепановы значительно улучшили механизмы, использовавшиеся в металлургии, добыче золота, железа и меди, а также лесопилки и мукомольные мельницы. Однако наиболее интересным аспектом работы Черепановых являются паровые машины, которые они упорно пытались внедрить в промышленное производство. Начиная с 1820 года, Черепановы построили около 20 паровых машин мощностью от 2 до 60 л. с. В 1827 году Мирон Ефимович работал в лаборатории Горного кадетского корпуса, где изучал в том числе технологию добычи платины. В 1827—1832 годах он построил усовершенствованную машину для промывки золота и паровую машину мощностью в 30—40 л. с. для Кыштымского завода. Позднее такие же паровые машины были построены для откачки воды из Меднорудянского рудника.
В 1825 году Ефим Черепанов был командирован в Швецию для «просмотра машин», а в 1833 году Мирон поехал в Англию, где изучал устройство железных дорог. По возвращении, в 1833—1834 годах, они создали первый в России паровоз, а затем в 1835 году — второй, более мощный. Они также построили чугунную железную дорогу от Меднорудянского рудника до Выйского завода. Эта дорога была открыта в августе 1834 года и стала первой в России, будучи запущенной на три года раньше Царскосельской. За строительство железной дороги длиной 854 м Мирон Черепанов получил вольную в 1836 году (Ефим получил её ранее, в 1833 году, также за строительство паровых машин).
В 1839 году Мирон Ефимович при поддержке управляющего Тагильским металлургическим заводом Ф. И. Швецова представил проект парохода для буксировки судов из Перми по Каме и Волге.
Несмотря на успешное выполнение технической части проекта, локомотивы Черепановых не нашли поддержки за пределами завода, и даже на нём впоследствии были заменены конной тягой. Это решение было предопределено как влиянием заводчиков лошадей, защищавших свои интересы, так и объективными факторами. Вырубка лесов для заводских нужд перешла все границы и доставка древесины обходилась достаточно дорого. Использовать паровые машины, работающие на древесине, в таких условиях было затруднительно, а источников угля рядом не было. Нужно было время, чтобы одновременно сложилась целая структура: угольные карьеры, железные дороги к ним, угольные паровые машины (паровозы) для транспортировки угля к угольным паровым машинам — двигателям заводов. Кроме того, обслуживание паровозов (как и в Англии) обходилось дороже содержания лошадей, и паровозы были рентабельны только при использовании их полной мощности — для крупных составов. Но на заводе не было потребности в транспортировке больших объёмов грузов.

## Память
- Историко-технический музей «Дом Черепановых» — филиал Нижнетагильского музея-заповедника «Горнозаводской Урал».
- Паровоз Черепановых установлен на постамент возле дворца культуры железнодорожников, что находится рядом с железнодорожным вокзалом в Екатеринбурге.
- Паровоз Черепановых установлен на постамент в подмосковном Ногинске на улице Ильича.
- Памятник Черепановым в Нижнем Тагиле.
- Имя Черепановых с 1959 года носит Нижнетагильский горно-металлургический колледж[10].
- Имя Черепановых носит проезд в Москве.
- Имя Черепановых носит улица в Оренбурге
- В городе Пенза (Россия) в честь Черепановых названы улица и проезд.
- Улица Черепановых в Харькове.
- 1 августа 2013 года в Москве был открыт памятник «Создателям российских железных дорог» у Казанского вокзала со статуями Черепановых среди фигур знаменитых деятелей железнодорожной отрасли России XIX века.
- На территории музейного комплекса «Паровозное депо Подмосковная» в 2015 году установлен макет паровоза Черепановых

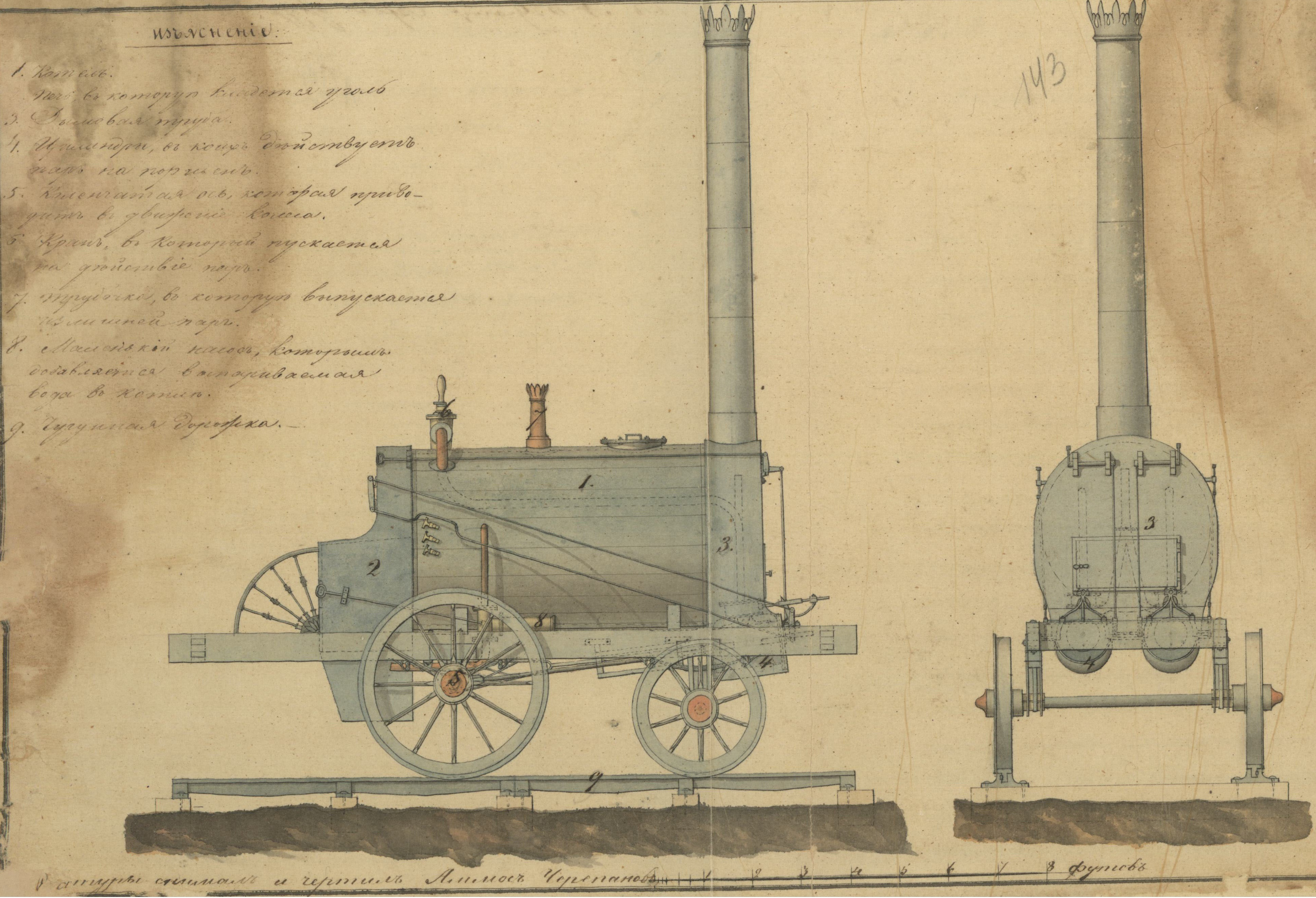
Чертёж первого паровоза Черепановых. Выполнил Амос Черепанов
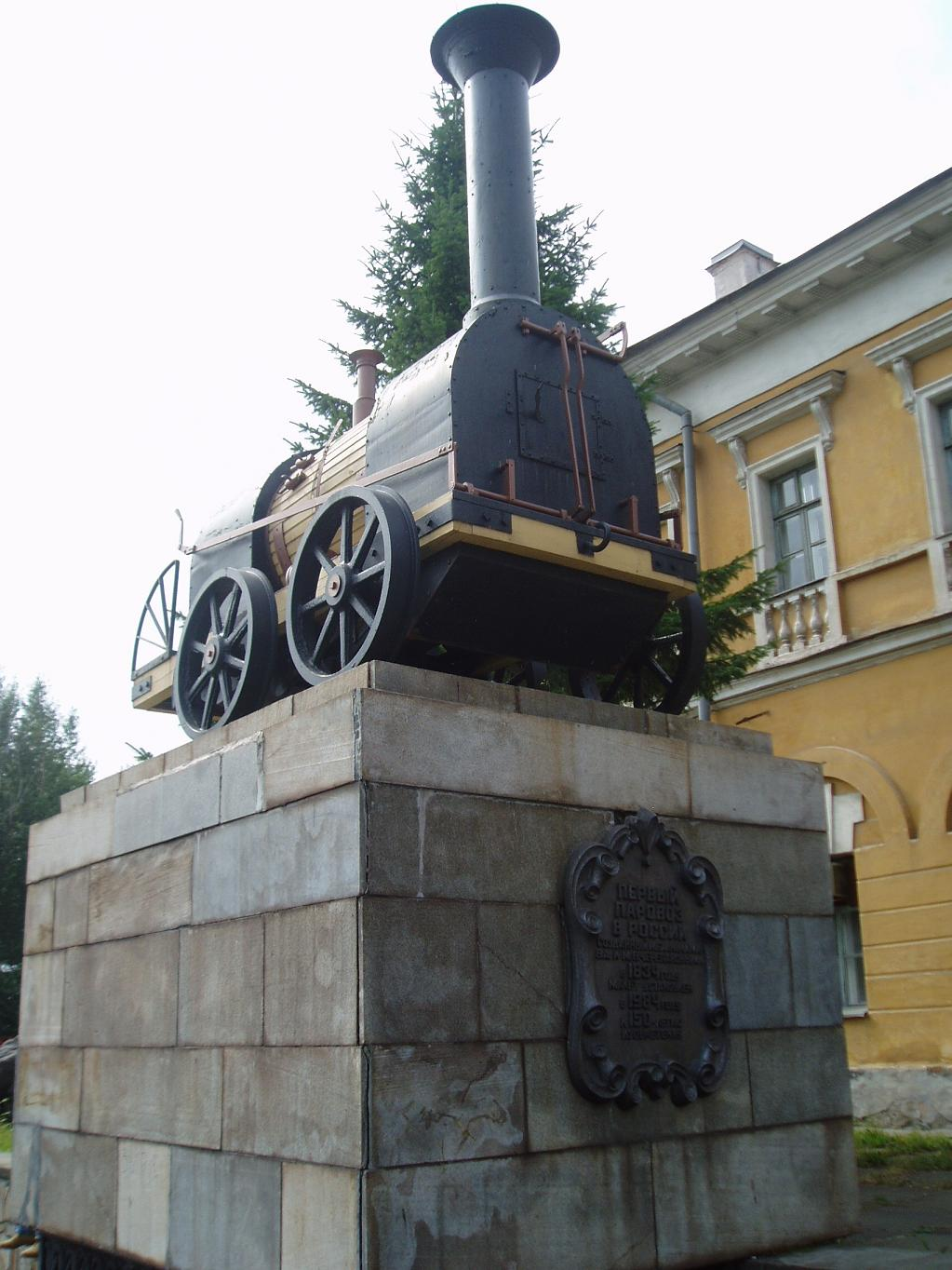
Памятник паровозу Черепановых в Нижнем Тагиле
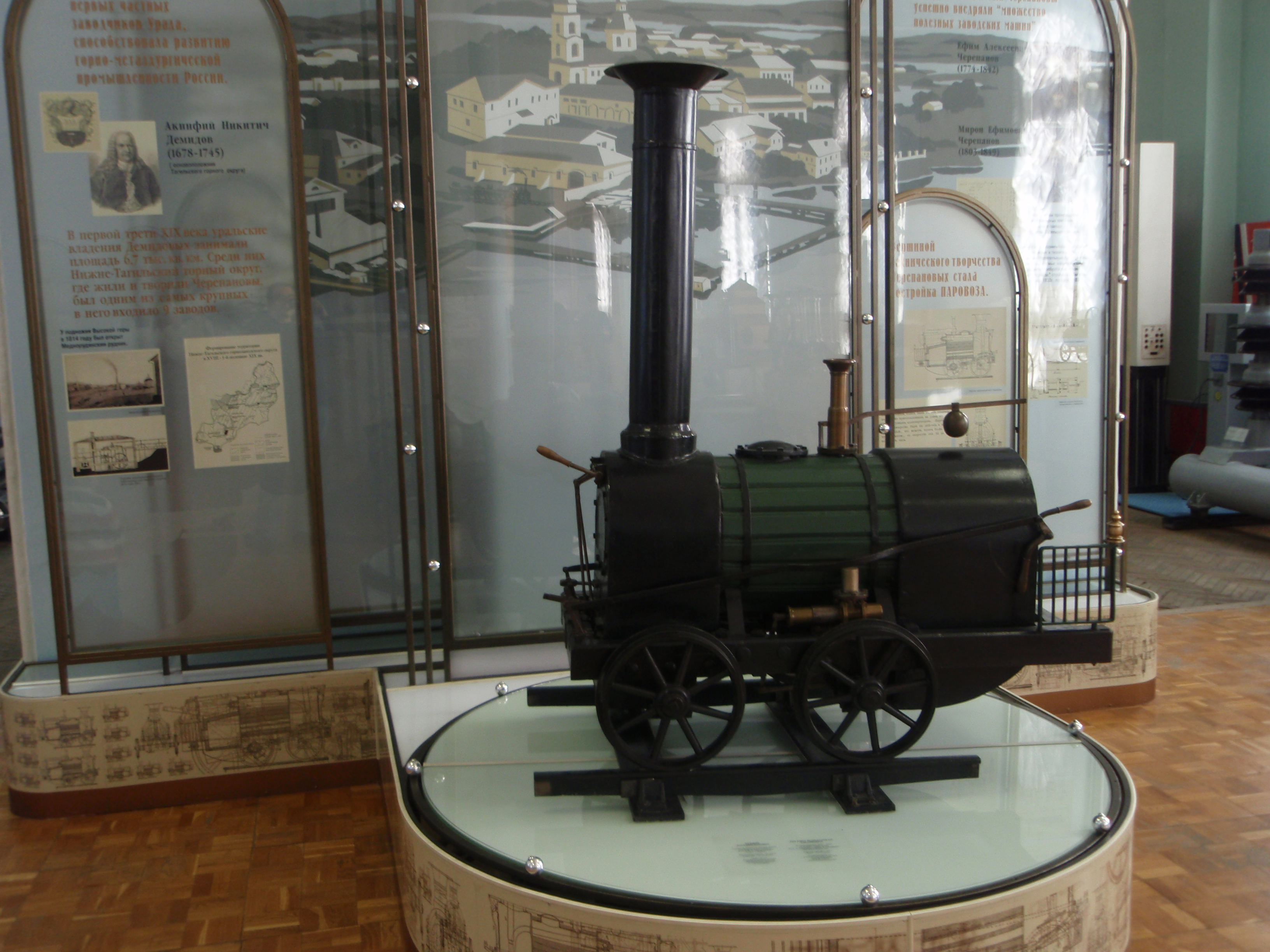
Паровоз Черепановых, Государственный Политехнический музей (Москва)
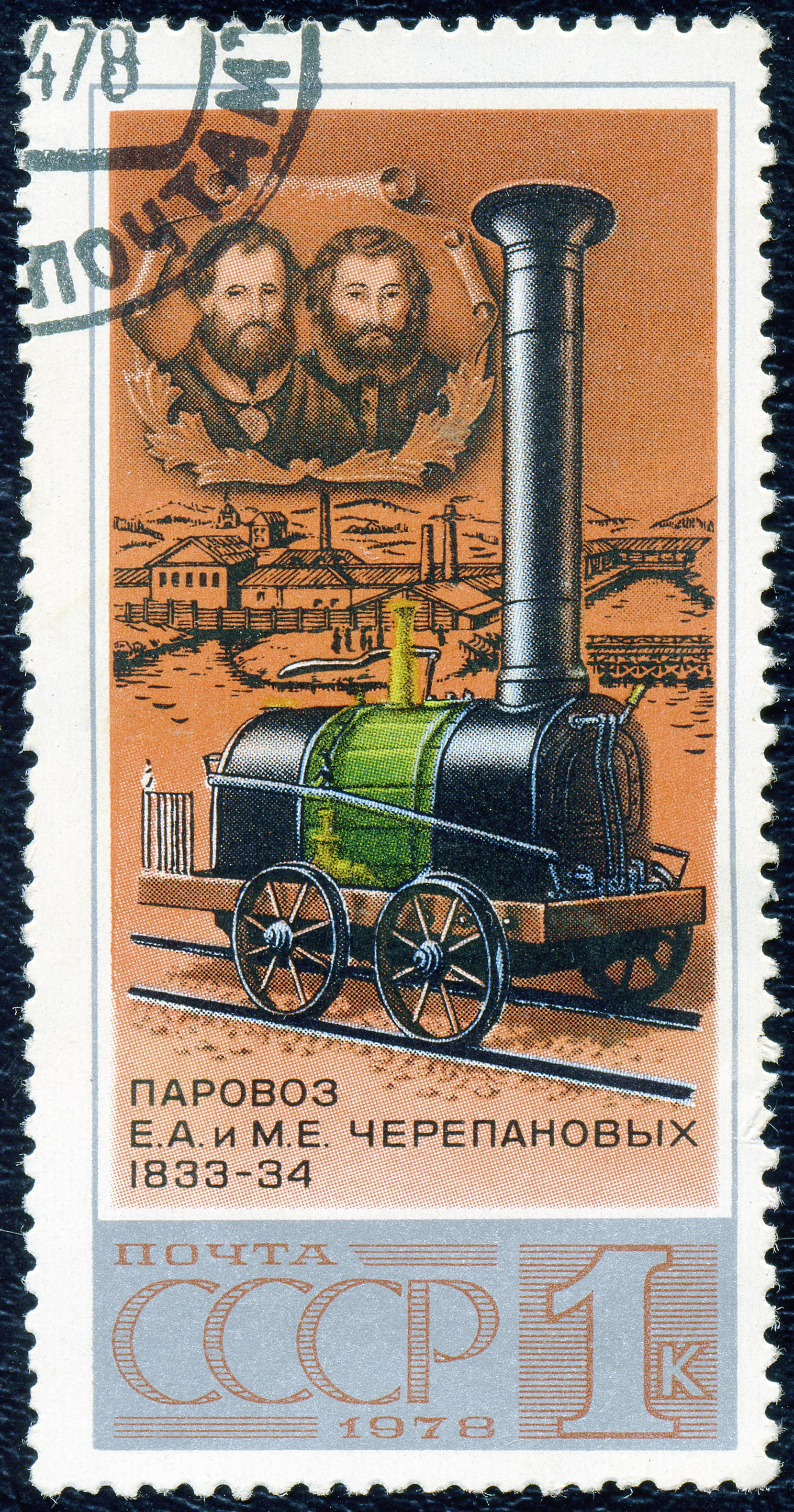
Почтовая марка СССР, 1978 год
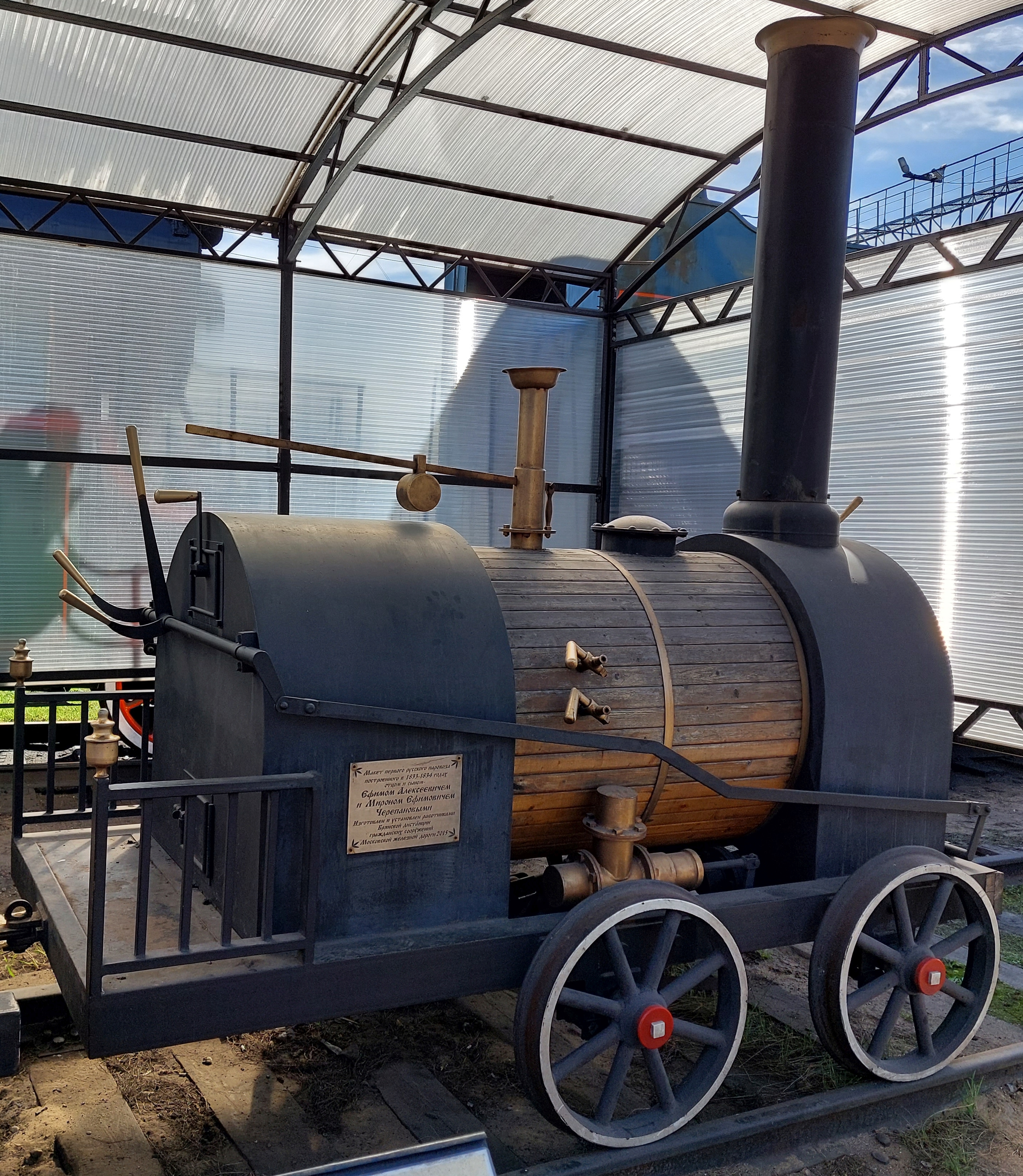
Макет паровоза Черепановых, музей «Паровозное депо Подмосковная»

## Комментарии
1. ↑  Есть данные, что работу над проектом паровоза начинали братья Ефим и Алексей (ум. 1817) Алексеевичи Черепановы[2]. Поэтому словосочетание «братья Черепановы» имеет право на существование.